# Леброн Джеймс
ЛеБро́н Ре́ймон Джеймс (англ. LeBron Raymone James; нар. 30 грудня 1984, Акрон, Огайо) — американський професійний баскетболіст, який грає на позиції легкого і важкого форварда. Виступає за команду Національної баскетбольної асоціації «Лос-Анджелес Лейкерс».
Джеймс є найкращим снайпером в історії НБА. Ставав чотириразовим чемпіоном НБА, чотириразовим найціннішим гравцем фіналу НБА, чотириразовим найціннішим гравцем НБА, найрезультативнішим гравцем регулярного чемпіонату і новачком року. 13 разів входив в першу збірну всіх зірок НБА, шість разів входив до збірної всіх зірок захисту, 19 разів брав участь у матчі всіх зірок, де тричі визнавався найціннішим гравцем.
Пропустивши навчання в університеті, Леброн був обраний на драфті 2003 року за загальним першим номером командою «Клівленд Кавальєрс». У складі «Клівленда» Джеймс провів 7 сезонів. У 2007 році форвард привів команду до її першого фіналу в історії, де «Кавальєрс» начисто програли «Сан-Антоніо Сперс» (0-4). Через два роки «Клівленд» вийшов у фінал Східної конференції, де поступився «Орландо Меджик». За час перебування в складі «Кавс» Джеймс став найрезультативнішим гравцем в історії клубу. Ставши вільним агентом 2010 року, Леброн вирішив об'єднатися з партнерами по збірній США Двейн Вейд і Крісом Бошем в складі «Маямі Гіт». За чотири роки проведених в складі «Хіт» Джеймс завоював два титули чемпіона НБА, два титули найціннішого гравця фінальної серії, а також двічі титул найціннішого гравця регулярного сезону. Влітку 2014 року Леброн, провівши у складі «Маямі» чотири сезони, повернувся в «Клівленд Кавальєрс», підписавши дворічний контракт. У першому сезоні після повернення форварда в рідний клуб команда дійшла до фіналу НБА, де поступилася в шести матчах «Ґолден Стейт Ворріорз». Крім клубної кар'єри, Джеймс також виступав за збірну США на трьох Олімпійських іграх, де завоював два золота і одну бронзу. Форвард також брав участь в чемпіонаті світу 2006 року, вигравши бронзу.
У 2008 році вийшов документальний фільм «Більше, ніж гра» про Джеймса і його шкільну команду. У 2015 році знявся в кінокомедії режисера Джадда Апатоу «Дівчина без комплексів».
За версією «Форбс», в 2019 році визнаний найбільш високооплачуваним гравцем в НБА.

## Біографія
Джеймс народився, коли його матері було 16 років. Глорія виховувала його самотужки, оскільки біологічний батько Леброна її покинув.
Під час навчання у St. Vincent — St. Mary High School Джеймс грав у американський футбол, і навіть був обраний у команду штату.
Але вже у школі Джеймс зарекомендував себе як молодий баскетбольний талант. За 4 роки виступив за команду St. Vincent — St. Mary High School Леброн набрав 2657 очок, 892 підбирання та 592 результативні передачі.
У нього двоє синів. Перший, Леброн Джеймс молодший, народився 6 жовтня 2004 року, другий, Брайс Максимус, — 14 червня 2007 року.
Входить до трійки баскетболістів, які набрали найбільшу кількість очок в НБА.

## Професійна кар'єра
Джеймс мав намір взяти участь у драфті 2002, але не одержав дозволу, оскільки правила вимагали, щоб учасники драфту завершили навчання хоча б у старшій школі, а Леброн на той момент провів у школі лише 3 роки з 4.

### 2003—2004
Задрафтований «Клівленд Кавальєрз» під 1 номером на драфті 2003 року. У своїй першій грі в НБА проти «Сакраменто Кінгз» набрав 25 очок, 9 підбирань, 6 результативних передач та 4 перехоплення. У дебютному сезоні набирав у середньому 20,9 очок (другий результат серед новачків НБА 2003-04 після Кармело Ентоні), 5,9 результативних передач та 5,5 підбирань за гру. У сезоні 2003—04 отримав звання новачка року. Джеймс став першим гравцем в історії «Кавальєрз», що отримав це звання.

### 2004—2005
У сезоні 2004-05 вперше був обраний учасником матчу всіх зірок НБА. Набрав у ній 13 очок, 8 підбирань та 6 результативних передач. В середньому за сезон Джеймс набирав 27,2 очок, 7,2 результативних передач, 7,4 підбирань на 2,2 перехоплень за гру. Як і у першому сезоні кар'єри, не потрапив у плей-оф — «Кавальєрз» закінчили сезон з 42 перемогами проти 40 поразок, цього не вистачило для потрапляння в першу вісімку конференції.

### 2005—2006
У сезоні 2005—2006 років вдруге був обраний учасником матчу всіх зірок НБА. Набрав 29 очок, 6 підбирань і 2 результативні передачі, чого вистачило для одержання титулу MVP. Схід у цій грі переміг з рахунком 125—115. В середньому за сезон набирав 31,4 очок, 7 підбирань та 6,6 результативних передач за гру. Упродовж сезону Джеймс показав серію з 9 ігор поспіль, у яких він набирав не менше 35 очок. Таке досягнення від 1970 року вдавалось лише Кобі Браянту та Майклу Джордану. У голосуванні за звання MVP сезону посів друге місце після Стіва Неша. У дебютній грі у плей-оф НБА проти «Вашингтон Візардс» набрав 32 очка, 11 підбирань та 11 результативних передач, і став третім гравцем в історії НБА, котрий набрав трипл-дабл в своїй дебютній грі у плей-оф. Середня результативність впродовж серії проти «Візардс» склала 35,7 очок за гру. «Кавальєрз» виграли серію з рахунком 4-2, але в наступному раунді програли «Детройт Пістонс» 4-3. Середні показники Джеймса у плей-оф — 30,8 очок, 8,1 підбирань, 5,8 результативних передач за гру.

### 2006—2007
У сезоні 2006-07 «Кавальєрз» повторили свій попередній результат і здобули 50 перемог проти 32 поразок. Набираючи за сезон у середньому 27,3 очок, 6,7 підбирань, 6,0 результативних передач та 1,6 перехоплень за гру, Джеймс став другим після Оскара Робертсона гравцем в історії НБА, котрий 3 сезони поспіль набирав не менше 27 очок, 6 підбирань та 6 результативних передач за гру в середньому за сезон. У плей-оф «Кавальєрз» дійшли до фіналу НБА, де програли «Сан-Антоніо Сперс» 4-0. Особливо проявив себе Джеймс у фіналі конференції. Програючи «Детройт Пістонс» 0-2 після перших 2 ігор, «Кавальєрз» виграли наступні чотири і пройшли в фінал НБА. У 5ій грі серії Джеймс записав на свій рахунок 48 очок, 9 підбирань та 7 результативних передач. У цій напруженій (2 овертайми) грі Джеймс набрав 29 з 30 останніх очок своєї команди, при цьому встановивши клубний рекорд — останні 25 очок команди за гру належали виключно йому. До цього таку серію не показував жоден гравець в історії «Кавальєрз», навіть якщо йдеться не про останні очки за гру, а про довільний ігровий інтервал. За результатами плей-оф Джеймс став першим гравцем в історії клубу і першим гравцем, що не є захисником, в історії всієї НБА, котрий набирав щонайменше 7 результативних передач в 8 іграх плей-оф поспіль.

### 2007—2008
У сезоні 2007—2008 Джеймс вчетверте поспіль був обраний учасником матчу всіх зірок НБА. Йому вдалося вдруге в кар'єрі одержати титул MVP гри всіх зірок завдяки хорошій статистиці: 27 очок, 8 підбирань, 9 результативних передач, 2 перехоплення, 2 блокшоти. 19 лютого 2008 року Джеймс досягнув позначки у 15 трипл-даблів за кар'єру, набравши в грі проти «Х'юстон Рокетс» 26 очок, 13 підбирань та 11 результативних передач. Джеймс став третім наймолодшим гравцем в історії НБА, котрий записав у свою статистику 15ий трипл-дабл в кар'єрі. Він поступається за цим показником лише Оскару Робертсону та Меджику Джонсону. 5 березня 2008 року у грі проти «Нью-Йорк Нікс» Джеймс набрав 50 очок, 8 підбирань та 10 результативних передач. До нього лише 2 гравцям вдавалось в одній грі записати в свій актив 50 чи більше очок і 10 чи більше результативних передач.

### 2008—2009
У сезоні 2008-09 Джеймс встановив особисте досягнення з кількості блокшотів — 93 за сезон. Також Джеймс став першим за кількістю трипл-даблів за сезон (у сезоні 2008-09 Джеймс записав у свій актив 7 трипл-даблів) та 12им гравцем в історії НБА, котрий здійснив 3 трипл-дабли поспіль. За сезон Джеймс 4 рази був визнаний гравцем місяця та 7 разів — гравцем тижня. 4 травня Джеймс отримав титул MVP сезону. Він став першим гравцем в історії «Кавальєрз», котрий отримав цю почесну нагороду. Також у цьому сезоні Джеймс вперше потрапив у символічну першу збірну захисників НБА. Про значну роль Джеймса для «Кавальєрз» свідчить те, що в сезоні 2008-09 він став четвертим гравцем в історії НБА, котрий в одному сезоні показав найкращі результати в команді за всіма п'ятьма основними статистичними показниками (очки, підбирання, результативні передачі, перехоплення, блокшоти).

### 2009—2010
У сезоні 2009—2010 Джеймс вшосте поспіль був обраний учасником матчу всіх зірок НБА. Він став першим баскетболістом в історії, хто тричі поспіль набирав у цьому голосуванні понад 2,5 млн голосів. 18 лютого 2010 року у грі проти «Денвер Наггетс» додав до своїх досягнень ще один рекорд — він став першим гравцем в історії НБА, котрий за гру набрав не менше 43 очок, 13 підбирань, 15 результативних передач, 2 перехоплень та 4 блокшотів. Це не допомогло «Кавальєрз» — вони програли в овертаймі з рахунком 118—116. Після закінчення регулярного чемпіонату Леброн вдруге поспіль був названий MVP сезону. У першому раунді плей-оф «Кавальєрс» подолали «Буллз». У останній грі за «Кавальєрс» Джеймс набрав 27 очок, 19 підбирань, 10 перехоплень, але при цьому здійснив 9 втрат. «Кавальєрс» програли «Бостон Селтікс» 94-85 і вилетіли з плей-оф на стадії півфіналу конференції, програвши у серії 4-2.

### 2010—2011
9 липня 2010 року Джеймс офіційно підписав контракт з «Гіт». У «Гіт» зійшлись Кріс Бош, Двейн Вейд та Леброн Джеймс, завдяки цій трійці команда вважається одним із фаворитів сезону. Леброн змінив номер майки — він вважає, що номер 23 потрібно закріпити за Майклом Джорданом, тому тепер використовує номер 6. 2 листопада 2010 Джеймс записав у всій актив перший трипл-дабл у складі нової команди.

### 2011—2012
У сезоні 2011—2012 Джеймс отримав титул MVP регулярної першості. Цей титул став вже третім у його кар'єрі — лише четверо гравців в історії НБА отримали більшу кількість нагород MVP. Під час матчу всіх зірок НБА 2012 Джеймс реалізував 6 триочкових кидків, що стало повторенням рекорду. За підсумками сезону 2011—2012 «Гіт» здобули чемпіонство; у фінальній серії плей-оф «Гіт» виграли у «Оклахоми» з рахунком 4—1. У останній грі серії Джеймс набрав 26 очок, 11 підбирань та 13 результативних передач (єдиний трипл-дабл у сезоні). Леброна було названо найціннішим гравцем фінальної серії.

### 2022—2023
18 серпня 2022 року Джеймс повторно підписав дворічну угоду з «Лос-Анджелес Лейкерс» на суму 97,1 млн доларів. Продовження контракту зробило Джеймса найбільш високооплачуваним спортсменом в історії НБА з 528,9 млн доларів, обігнавши Кевіна Дюранта за абсолютними доходами.

### Статистика кар'єри в НБА

#### Регулярний сезон
| Сезон           | Команда         | GP    | GS    | MPG   | FG%  | 3P%  | FT%  | RPG | APG   | SPG | BPG | PPG   |
| --------------- | --------------- | ----- | ----- | ----- | ---- | ---- | ---- | --- | ----- | --- | --- | ----- |
| 2003–04         | Клівленд        | 79    | 79    | 39.5  | .417 | .290 | .754 | 5.5 | 5.9   | 1.6 | .7  | 20.9  |
| 2004–05         | Клівленд        | 80    | 80    | 42.4* | .472 | .351 | .750 | 7.4 | 7.2   | 2.2 | .7  | 27.2  |
| 2005–06         | Клівленд        | 79    | 79    | 42.5  | .480 | .335 | .738 | 7.0 | 6.6   | 1.6 | .8  | 31.4  |
| 2006–07         | Клівленд        | 78    | 78    | 40.9  | .476 | .319 | .698 | 6.7 | 6.0   | 1.6 | .7  | 27.3  |
| 2007–08         | Клівленд        | 75    | 74    | 40.4  | .484 | .315 | .712 | 7.9 | 7.2   | 1.8 | 1.1 | 30.0* |
| 2008–09         | Клівленд        | 81    | 81    | 37.7  | .489 | .344 | .780 | 7.6 | 7.2   | 1.7 | 1.1 | 28.4  |
| 2009–10         | Клівленд        | 76    | 76    | 39.0  | .503 | .333 | .767 | 7.3 | 8.6   | 1.6 | 1.0 | 29.7  |
| 2010–11         | Маямі           | 79    | 79    | 38.8  | .510 | .330 | .759 | 7.5 | 7.0   | 1.6 | .6  | 26.7  |
| 2011–12†        | Маямі           | 62    | 62    | 37.5  | .531 | .362 | .771 | 7.9 | 6.2   | 1.9 | .8  | 27.1  |
| 2012–13†        | Маямі           | 76    | 76    | 37.9  | .565 | .406 | .753 | 8.0 | 7.3   | 1.7 | .9  | 26.8  |
| 2013–14         | Маямі           | 77    | 77    | 37.7  | .567 | .379 | .750 | 6.9 | 6.4   | 1.6 | .3  | 27.1  |
| 2014–15         | Клівленд        | 69    | 69    | 36.1  | .488 | .354 | .710 | 6.0 | 7.4   | 1.6 | .7  | 25.3  |
| 2015–16†        | Клівленд        | 76    | 76    | 35.6  | .520 | .309 | .731 | 7.4 | 6.8   | 1.4 | .6  | 25.3  |
| 2016–17         | Клівленд        | 74    | 74    | 37.8* | .548 | .363 | .674 | 8.6 | 8.7   | 1.2 | .6  | 26.4  |
| 2017–18         | Клівленд        | 82*   | 82*   | 36.9* | .542 | .367 | .731 | 8.6 | 9.1   | 1.4 | .9  | 27.5  |
| 2018–19         | Л. А. Лейкерс   | 55    | 55    | 35.2  | .510 | .339 | .665 | 8.5 | 8.3   | 1.3 | .6  | 27.4  |
| 2019–20†        | Л. А. Лейкерс   | 67    | 67    | 34.6  | .493 | .348 | .693 | 7.8 | 10.2* | 1.2 | .5  | 25.3  |
| 2020–21         | Л. А. Лейкерс   | 45    | 45    | 33.4  | .513 | .365 | .698 | 7.7 | 7.8   | 1.1 | .6  | 25.0  |
| Кар'єра         | Кар'єра         | 1,310 | 1,309 | 38.2  | .504 | .345 | .733 | 7.4 | 7.4   | 1.6 | .7  | 27.0  |
| Матч усіх зірок | Матч усіх зірок | 17    | 17    | 27.8  | .519 | .319 | .725 | 6.1 | 5.8   | 1.1 | .4  | 22.9  |

#### Плейофф
| Сезон   | Команда       | GP  | GS  | MPG  | FG%  | 3P%  | FT%  | RPG  | APG | SPG | BPG | PPG  |
| ------- | ------------- | --- | --- | ---- | ---- | ---- | ---- | ---- | --- | --- | --- | ---- |
| 2006    | Клівленд      | 13  | 13  | 46.5 | .476 | .333 | .737 | 8.1  | 5.8 | 1.4 | .7  | 30.8 |
| 2007    | Клівленд      | 20  | 20  | 44.7 | .416 | .280 | .755 | 8.1  | 8.0 | 1.7 | .5  | 25.1 |
| 2008    | Клівленд      | 13  | 13  | 42.5 | .411 | .257 | .731 | 7.8  | 7.6 | 1.8 | 1.3 | 28.2 |
| 2009    | Клівленд      | 14  | 14  | 41.4 | .510 | .333 | .749 | 9.1  | 7.3 | 1.6 | .9  | 35.3 |
| 2010    | Клівленд      | 11  | 11  | 41.8 | .502 | .400 | .733 | 9.3  | 7.6 | 1.7 | 1.8 | 29.1 |
| 2011    | Маямі         | 21  | 21  | 43.9 | .466 | .353 | .763 | 8.4  | 5.9 | 1.7 | 1.2 | 23.7 |
| 2012†   | Маямі         | 23  | 23  | 42.7 | .500 | .259 | .739 | 9.7  | 5.6 | 1.9 | .7  | 30.3 |
| 2013†   | Маямі         | 23  | 23  | 41.7 | .491 | .375 | .777 | 8.4  | 6.6 | 1.8 | .8  | 25.9 |
| 2014    | Маямі         | 20  | 20  | 38.2 | .565 | .407 | .806 | 7.1  | 4.8 | 1.9 | .6  | 27.4 |
| 2015    | Клівленд      | 20  | 20  | 42.2 | .417 | .227 | .731 | 11.3 | 8.5 | 1.7 | 1.1 | 30.1 |
| 2016†   | Клівленд      | 21  | 21  | 39.1 | .525 | .340 | .661 | 9.5  | 7.6 | 2.3 | 1.3 | 26.3 |
| 2017    | Клівленд      | 18  | 18  | 41.3 | .565 | .411 | .698 | 9.1  | 7.8 | 1.9 | 1.3 | 32.8 |
| 2018    | Клівленд      | 22  | 22  | 41.9 | .539 | .342 | .746 | 9.1  | 9.0 | 1.4 | 1.0 | 34.0 |
| 2020†   | Л. А. Лейкерс | 21  | 21  | 36.3 | .560 | .370 | .720 | 10.8 | 8.8 | 1.2 | .9  | 27.6 |
| 2021    | Л. А. Лейкерс | 6   | 6   | 37.3 | .474 | .375 | .609 | 7.2  | 8.0 | 1.5 | .3  | 23.3 |
| Кар'єра | Кар'єра       | 266 | 266 | 41.5 | .495 | .337 | .740 | 9.0  | 7.2 | 1.7 | .9  | 28.7 |

### Здобутки
На даний час Джеймсу належать такі досягнення і титули, як:
- Найцінніший гравець сезону (2009, 2010)
- Учасник гри всіх зірок НБА (2005, 2006, 2007, 2008, 2009, 2010, 2011)
- Найрезультативніший гравець сезону (2008)
- Потрапляння в першу команду НБА за підсумками сезону (2006, 2008, 2009, 2010, 2011)
- Потрапляння в другу команду НБА за підсумками сезону (2005, 2007)
- Потрапляння в першу команду захисників сезону (2009, 2010, 2011)
- Потрапляння в першу команду новачків сезону (2004)
- MVP гри всіх зірок НБА (2006, 2008)

Також Джеймсу належить чимало рекордів «наймолодший…», зокрема:
- Наймолодший гравець, що зробив трипл-дабл в грі НБА (19 січня 2005 року, 20 років і 20 днів)
- Наймолодший гравець, що набрав в грі НБА 30 чи більше очок (18 років і 334 дні)
- Наймолодший гравець, що набрав в грі НБА 40 чи більше очок (19 років і 88 днів)
- Наймолодший гравець, що набрав за сезон в середньому більше, ніж 30 очок за гру
- Наймолодший гравець, що набрав за сезон не менше 2000 очок
- Наймолодший гравець, що отримав титул MVP гри всіх зірок НБА (21 рік і 51 день)
- Наймолодший гравець, що набрав 1000 очок за кар'єру в НБА (9 лютого 2004 року, 19 років і 41 день)
- Наймолодший гравець, що набрав 5000 очок за кар'єру в НБА (21 січня 2006 року, 21 рік і 22 дні)
- Наймолодший гравець, що набрав 10000 очок за кар'єру в НБА (27 лютого 2008 року, 23 роки і 59 днів)

### Національна збірна

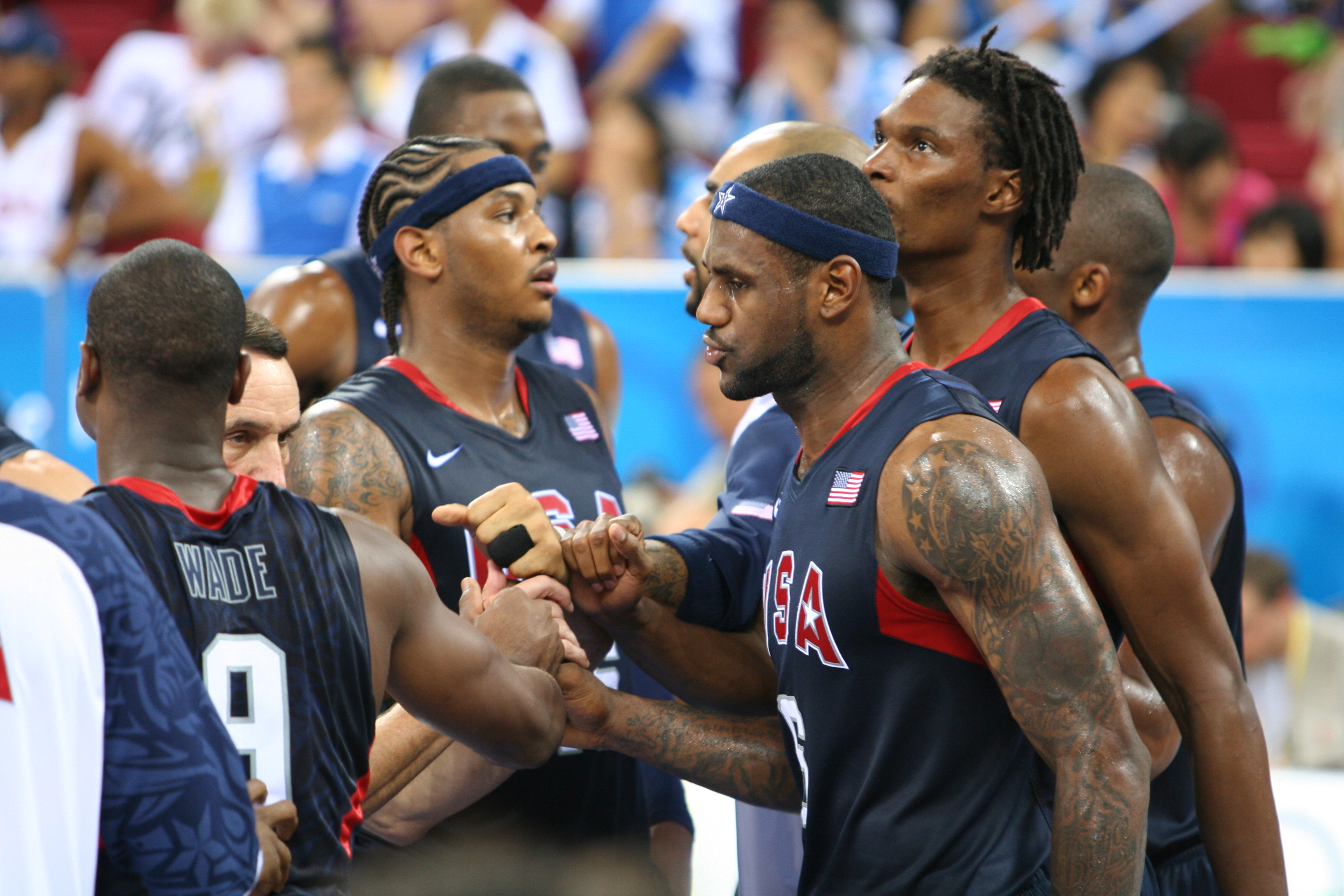
Олімпіада 2008, збірна США

Окрім клубу, виступає і за національну збірну США з баскетболу. У складі збірної — чемпіон Олімпійських ігор 2008 року, чемпіон Олімпійських ігор 2012 року, бронзовий призер Олімпійських ігор 2004 року, бронзовий призер чемпіонату світу 2006 року, чемпіон Америки 2007 року.
Здобувши титул чемпіона на Олімпіаді у Лондоні, Джеймс став одним з трьох гравців в історії, котрі протягом одного року здобули звання чемпіона НБА та чемпіона Літніх Олімпійських Ігор.